# Vigdis Hjorth
Vigdis Hjorth (Oslo, 19 luglio 1959) è una scrittrice norvegese.

## Biografia
Nata nel 1959 a Oslo, dove risiede, si è laureata in storia, scienze politiche e letteratura.
A partire dal suo esordio nel 1983 con Pelle-Ragnar i den gule gården ha pubblicato una trentina di titoli per ragazzi e per adulti e le sue opere sono state tradotte in 27 paesi.
Vincitrice di numerosi riconoscimenti tra i quali il Premio Brage onorario nel 2014 e il Premio Dobloug nel 2018 con il suo romanzo semi-autobiografico trattante il tema dell'incesto Eredità del 2016 ha ricevuto notorietà internazionale sia per le polemiche legate alla tecnica dell'autofiction che per la causa legale intentata dai parenti dipinti nel libro.

## Opere (parziale)
- Pelle-Ragnar i den gule gården (1983)
- Gjennom skogen (1986)
- Med hånden på hjertet (1989)
- Fransk åpning (1992)
- Død sheriff (1995)
- Ubehaget i kulturen con Arild Linneberg (1995)
- Takk, ganske bra (1998)
- En erotisk forfatters bekjennelser (1999)
- Hva er det med mor (2000)
- Om bare (2001)
- Fordeler og ulemper ved å være til (2005)
- Hjulskift (2006)
- Tredje person entall (2008)
- Snakk til meg (2010)
- Leve posthornet! (2012)
- Et norsk hus (2015)
- Eredità (Arv og miljø, 2016), Roma, Fazi, 2020 traduzione di Margherita Podestà Heir ISBN 978-88-93254-59-5.
- Lærerinnens sang (2018)
- Henrik Falk (2019)
- Lontananza (Er mor død, 2020), Roma, Fazi, 2021 traduzione di Margherita Podestà Heir ISBN 978-88-93258-69-2.

## Premi e riconoscimenti
Premio Brage
- 2014 Premio onorario

Premio Amalie Skram
- 2014

Premio della Critica Norvegese
- 2016 vincitrice con Eredità

Bokhandlerprisen
- 2016 vincitrice con Eredità

Premio Dobloug
- 2018